# Liste der Mitglieder der Bekennenden Kirche in Schleswig-Holstein
Diese Liste der Mitglieder der Bekennenden Kirche in Schleswig-Holstein führt die in den BK-Listen der Evangelisch-Lutherischen Landeskirche Schleswig-Holsteins aus den Jahren 1934, 1936 und 1938 erfassten aktiven Pastoren, Emeriti, Vikare und Theologiestudenten auf. Im Einzelfall sind auch, soweit bekannt, einige Nichttheologen benannt.
Die Mitglieder der „Bekenntnisgemeinschaft der ev.-luth. Landeskirche Schleswig-Holstein“ wiesen sich bei Versammlungen durch eine rote Mitgliedskarte aus, um unliebsame Zuhörer oder Denunzianten fernzuhalten.

## Liste der Theologen

### Aktive Theologen (Pastoren, Vikare, Studenten)
Die Klammern verweisen auf Sprecher der Bekenntnisgemeinschaft in den Propsteien bzw. Mitgliedschaft im Landesbruderrat (LBR).
- Hans-Albert Adolphsen (bis 1936)[2]
- Walter Ahrens[3]
- Johann Peter Albertsen[4]
- Johannes Andersen[5]
- Wilhelm Andersen
- Sönke Andresen[6]
- Georg Asmussen[7]
- Hans Asmussen
- Hans-Werner Bartsch
- Hans Beiderwieden[8]
- Abbo Beine[9]
- Boy Bendixen[10]
- Heinz Berner (Schleswig)[11]
- Martin Bertheau (Nordangeln)
- Karl Beuck[12]
- Johann Bielfeldt (Rendsburg; LBR)
- Karl Bitterling[13]
- Georg Wilhelm Bleibom[14]
- Gustav Bleyer[15]
- Walter Blunk[16]
- Hans Bolewski[17]
- Bernhard Bothmann (zeitweilig 1934)[18]
- Harald Boyens[19]
- Klaus Brehmer (bis 1939)[20]
- Gottlieb Buchholtz[21]
- Frithjoff Carstensen[22]
- Christian Chalybaeus[23]
- Christian Christensen[24]
- Georg Christiansen[25]
- Reinfried Clasen[26]
- Otto Friedrich Clausen[27]
- Lorenz Claussen[28]
- Paul M. Dahl[29]
- Wilhelm Dethlefsen[30]
- Johannes Diederichsen[31]
- Hans Dunker[32]
- Karl Heinz Dunker[33]
- Wilhelm Eggers[34]
- Willy Erichsen[35]
- Herbert Eydam[36]
- Ernst Fischer
- Karl Frank (Münsterdorf)[37]
- Willy Gartzke[38]
- Wilhelm Gertz[39]
- Peter Gottfriedsen[40]
- Erwin Grabow[41]
- Hermann Grimm[42]
- Konrad Gronau[43]
- Wilhelm Halfmann (LBR)
- Rudolf Halver[44]
- Christian Hansen[45]
- Georg Hansen[46]
- Johannes Hansen[47]
- Albert-August Harmsen[48]
- Heinz Harten[49]
- Elisabeth Haseloff
- Ernst Henschen[50]
- Friedrich Herntrich[51]
- Christian Heß[52]
- Friedrich Heß[53]
- Friedrich Heyer
- Ernst Hildebrand-Altona (LBR)
- Max Hinrichsen[54]
- Christian Hoeck (Stormarn)[55]
- Rudolf Hoffmann[56]
- Franz Högner[57]
- Hans Walter Hollstein[58]
- Friedrich Hübner
- Hans Ingwers[59]
- Hartwig Iversen[60]
- Hans Jaeger[61]
- Hans-Werner Jensen[62]
- Johannes Jessen
- Paul Gerhard Johanssen
- Heinrich Jürgensen[63]
- Detlev Juhl (Rantzau)[64]
- Eduard Juhl
- Gerd Juhl[65]
- Hans Kähler (Segeberg)[66]
- Reinhold Kahl[67]
- Simon Kahlke[68]
- Johannes Kardel[69]
- Cornelius Riewert Ketels[70]
- Christian Ketelsen[71]
- Peter Kjer[72]
- Wilhelm Knuth[73]
- Karl Kobold (Plön)[74]
- Herbert Köhnke[75]
- Heinrich Langlo[76]
- Helene Langlo[77]
- Adolf Lensch[78]
- Oskar Lopau[79]
- Kurt Lucht[80]
- Johann Lund[81]
- Wilhelm Lüneburg (Eiderstedt)[82]
- Lorenz Magaard[83]
- Wilhelm Mahmens[84]
- Rosemarie Mandel[85]
- Arthur Martensen[86]
- Peter Martensen[87]
- Thomas Matthiessen[88]
- Arno Mau[89]
- Ernst Meeder[90]
- Ernst Millies[91]
- Gustav Möller[92]
- Hans Möller[93]
- Ernst Mohr (LBR)
- Johannes Moritzen (Kiel)
- Rudolf Muuß
- Theodor Nievert[94]
- Karl Otte[95]
- Wilhelm Otte jun.[96]
- Wilhelm Otte sen.[97]
- Egon Pacholke[98]
- Detlef Paul[99]
- Bertel Paulsen[100]
- Alfred Petersen
- Arthur Petersen[101] (Husum-Bredstedt)
- Hans Petersen[102]
- Heinrich Petersen[103]
- Johannes Petersen[104]
- Theodor Pinn
- Erich Pörksen[105]
- Martin Pörksen (LBR)
- Friedrich Prahl[106]
- Hellmuth Prasser (bis 1937)[107]
- Wolfgang Prehn[108] (LBR)
- Wolfgang Puls[109]
- Heinrich Rejahl[110]
- Rudolf Rienau[111]
- Kay Heinrich Röhl[112]
- Erich Rönnau (Hütten)[113]
- Alfred Rösiger[114]
- Jürgen Roos[115]
- Herbert Ruhberg[116]
- Karl-Heinz Rumohr[117]
- Adolf Ruppelt
- Walter Rustmeier[118]
- Richard Schacht[119]
- Johann Schmidt
- Johannes Schmidt[120]
- Johannes Schmidt[121]
- Julius Schöttler[122]
- Friedrich Schröder
- Gerhard Schröder[123]
- Hans Schröder[124]
- Hans-Herbert Schröder[125]
- Johannes Schröder
- Reinhard Schröder (Lauenburg)[126]
- Kurt Schulz[127]
- Richard Schumann[128]
- Alfred Schürmann[129]
- Willi Schwennen[130]
- Friedrich Slotty[131]
- Jürgen Sommer[132]
- Reimer H. Speck[133]
- Dietrich Stange[134]
- Otto von Stockhausen[135]
- Wilhelm Stühl[136]
- Otto Thedens (Altona)[137]
- Bernhard Theilig[138]
- Johannes Thiessen[139]
- Adolf Thomsen[140] (Flensburg; LBR)
- Christian Thomsen[141]
- Richard Thomsen[142]
- Heinrich Tietgen[143]
- Karl Ludwig Titzck[144]
- Friedrich Tode[145]
- Johannes Tonnesen (LBR)
- Harald Torp[146] (Nordangeln)
- Johannes Tramsen (LBR)
- Hans Treplin[147] (LBR)
- Willi Twisselmann[148]
- Theodor Vierck
- Werner Vollborn
- Hans-Martin Vollstedt[149]
- Robert Westendorf[150]
- Reinhard Wester (LBR)
- Heinz Zahrnt
- Fridberd Zarnack[151]

#### Wechsel der Zugehörigkeit (von DC zu BK)
- Martin Asmussen[152]
- Theodor Boosmann[153]
- Theodor Both[154]
- Claus Heiner Bruns[155]
- Hans Claussen[156]
- Hans Peter Claussen[157] (Südtondern)
- Johannes Drews[158] (Norderdithmarschen)
- Nicolaus Fries[159]
- Otto Glöckner[160]
- Ernst Heinrich Gloyer[161]
- Heinrich Godt[162]
- Johannes Görtzen[163]
- Rudolf Haack[164]
- Menno Hach[165]
- Karl Hansen[166]
- Robert Hansen (Südangeln)[167]
- Andreas Hamann[168]
- Peter Höhnke[169]
- Johannes Iversen[170]
- Friedrich Jessen[171]
- Heinrich Johannsen[172]
- Manfred Jonas[173]
- Heinrich Kasch
- August Lafrenz[174]
- Johannes Lorentzen (Kiel; LBR)
- Otto Milkoweit[175]
- Max Osbahr[176]
- Dietrich Piening[177]
- Johannes Piening[178]
- Martin Pohl[179]
- Heinrich Röhl[180]
- Friedrich Schmidtpott (Süderdithmarschen)[181]
- Eilhard Siemens[182]
- Wilhelm Sievers[183]
- Carl Anders Skriver-Scharbau[184]
- Heinrich Stäcker[185]
- Max Steffen[186]
- Christian Wohlenberg[187]

#### Vermisst bzw. gefallen im Zweiten Weltkrieg
- Hermann Asmussen[188]
- Wilhelm Bayer[189]
- Peter Brodersen[190]
- Friedrich Brunn[191]
- Otto von Dorrien (Pinneberg)
- Otto Eck[192]
- Gustav Emersleben[193]
- Rudolf Ernst[194]
- Emil Feddersen[195]
- Wilhelm Früchting[196]
- Hans Goßmann[197]
- Robert von Hagen[198]
- Hans Hansen[199]
- Kurt Hansen[200]
- Wilhelm Haupt[201]
- Friedrich Holst[202]
- Dietrich Jensen[203]
- Richard Jürgens[204]
- Ernst Knuth[205]
- Christoph Kramer[206]
- Theodor Kröger[207]
- Reinhard Kunau[208]
- Paul Lienau (Oldenburg)[209]
- Helmuth Lund[210]
- Heinrich Meyer (Neumünster)[211]
- Wolfgang Miether[212]
- Hans Neidhardt[213]
- Carl Paulsen[214]
- Heinz Petersen[215]
- Otto Roos[216]
- Erich Schlottmann[217]
- Eberhard Schröder[218]
- Rudolf Sohrt[219]
- Alfred Traulsen[220]
- Hans Ulrich[221]
- Johannes Venghaus[222]
- Hugo Vidal[223]
- Christoph Wohlenberg[224]

#### Verstorben in russischer Kriegsgefangenschaft
- Ernst Georg Andersen[225]
- Alfred Fürst[226]
- Heinz Jonas[227]

### Hochschullehrer
- Wilhelm Caspari
- Hans Engelland
- Volkmar Herntrich
- Kurt Dietrich Schmidt (LBR)
- Julius Schniewind
- Heinz-Dietrich Wendland

### Ruheständler (Emeriti)
- Carl Ludwig Bossart
- Detlef Bracker[228]
- Paul Bruns[229]
- Eduard Claussen[230]
- Sönke Friedrichsen[231]
- Andreas Fries[232]
- Heinrich Grümmer[233]
- Friedrich Hasselmann[234]
- Hans Hemsen[235]
- Max Henning[236]
- Johannes Jansen[237]
- Georg Ketelsen[238]
- Otto Klauder[239]
- Karl Lange[240]
- Martin Lensch[241]
- Carl Matthiesen
- Ahrendt Matzen[242]
- Heinrich Meifort[243]
- Heinrich Mühlenhardt[244]
- Friedrich Peters[245]
- Peter Piening[246]
- Friedrich Reimers[247]
- Robert Rotermund[248]
- Ernst Schröder[249]
- Erwin Schröder[250]
- Karl Schröder[251]
- Adolf Schultz[252]
- Thomas Thielsen[253]

## Liste der Nichttheologen (Auswahl)
Es war nicht leicht, Laienmitglieder für die Bekenntnissynoden zu gewinnen. Der Informationsstand in den schleswig-holsteinischen Kirchengemeinden über den Kirchenkampf war unzureichend. Viele Gemeindeglieder standen unter dem weltanschaulichen Druck ihrer nationalsozialistischen Umgebung. Trotzdem nahmen sie regen Anteil am Einsatz ihrer Pastoren, Vikare und Studenten. Beispielhaft dafür ist die Kirchengemeinde Gelting in Angeln, wo nacheinander die Pastoren Otto von Dorrien, Martin Pörksen und Wolfgang Miether wirkten und engagierte Laienvertreter gewannen.
- Hermann Böhrnsen, Tischlermeister in Rendsburg
- Rudolf Jäger, Architekt in Altona
- Fritz Collatz, Germanist in Altona[255]
- Karl Nielsen, Kirchenrat in Kiel (LBR)[256]
- Karl Niemöller, Gutsbesitzer in Hanerau[257] (LBR)
- Bernhard Thomsen, Studienrat in Plön (LBR)[258]
- Käthe Tonnesen, Pfarrfrau in Altona[259]
- Heinrich Voß, Lehrer in Gelting[260]
- Heinz Wolf, Synodaler aus Gelting[261]

## Weitere Mitglieder
Mitglieder aus den BK-Listen der Jahre 1934, 1936 und 1938, deren Personalangaben nur im Hammer-Verzeichnis nachgewiesen sind:

### Emeriti
- Alberts, Jakob
- Asmus, Johann Baptist
- Bahnsen, Rudolf
- Beuck, Otto
- Bock, Andreas
- Brüger, Ernst
- Feldhusen, Johannes
- Freytag, Friedrich
- Giese, Wilhelm
- Grönning, Hermann
- Harmsen, Theodor
- Janß, Emil
- Kahl, Adolf
- Kock, Johannes
- Marris, Friedrich
- Martensen, William
- Messer, Eduard
- Mirow, Otto
- Muuß, Franz
- Pohl, Ernst
- Reese, Johann Nicolaus
- Wilhelm, Ernst Gustav

### Vikare
- Hoffmann, Kurt
- Lolling, Carl

### Kandidaten und Studenten
- Kaufmann, Ulrich
- Ketels, Harro
- Pauls, Eilhard
- Schröder, Wilhelm
- Speck, Bernhard
- Thomas, Max
- Troeder, Gerhard
- Voigt, Walter

## Fundorte
Die Listen der BK SH der Jahre 1934, 1936 und 1938 können auf der Website der Geschichtswerkstatt „Bekennende Kirche in Schleswig-Holstein“ eingesehen werden.
Wichtige Personaldaten von BK-Mitgliedern enthält auch Paul M. Dahl: Miterlebte Kirchengeschichte. Die Zeit der Kirchenausschüsse in der Ev.-Luth. Landeskirche Schleswig-Holsteins 1935–1938. Manuskript abgeschlossen 1980, für das Internet überarbeitet und hrsg. von Matthias Dahl, Christian Dahl und Peter Godzik 2017.
In den Anmerkungen wird stets auf das Pastorenverzeichnis Schleswig-Holstein verwiesen.